# Jürgen Fritz (Musiker)
Jürgen Fritz (* 12. März 1953 in Köln) ist ein deutscher Pianist und Keyboarder, der in den 1970er Jahren in seiner Gruppe Triumvirat Progressive Rock spielte.

## Werdegang
1969 gründete er mit Hans Bathelt und Dick W. Frangenberg Triumvirat. 1976 trennte sich Fritz vom Rest der Gruppe und setzte fortan nur noch Gastmusiker ein. Da Bathelt die Namensrechte hatte, taufte Jürgen Fritz die Band in „New Triumvirat“ um. 
1990 komponierte Fritz den Soundtrack für den Science-Fiction-Film Es ist nicht leicht, ein Gott zu sein, eine deutsch-sowjetisch-französische Koproduktion von Peter Fleischmann. Unter anderem hat Fritz auch bei Arsch huh, Zäng ussenander mitgewirkt und Trude Herrs Lied Niemals geht man so ganz komponiert. Im Sommer 1995 konzipierte er zusammen mit Thomas Brück die Trude-Herr-Gedenkrevue auf dem Kölner Roncalliplatz. 
Heute ist Jürgen Fritz als Produzent und Musiker bei verschiedenen Kölner Formationen tätig und arbeitete als musikalischer Leiter der Weihnachts-Engel-Show von Tommy Engel. 2008 wurde das Projekt JFO - Juergen Fritz Orchestra ins Leben gerufen.

## Diskografie (Alben)
Mit Triumvirat
- 1972 – Mediterranean Tales von Triumvirat
- 1974 – Illusions on a Double Dimple von Triumvirat
- 1975 – Spartacus von Triumvirat
- 1976 – Old Loves Die Hard von Triumvirat
- 1977 – Pompeji von New Triumvirat
- 1978 – A la Carte
- 1979 – Russian Roulette

Solo
- 1990 – Es ist nicht leicht, ein Gott zu sein (Soundtrack)
- 1991 – Millennium: Dreams of Amadeus (zusammen mit Ralf Hildenbeutel)[1]